# HD 21071
HD 21071，又名BD+48 913，SAO 38817、HR 1029，是一颗恒星，视星等为6.09，位于銀經147.2，銀緯-6.33，其B1900.0坐标为赤經3h 18m 51.2s，赤緯+48° -6.33′ 5″。